# Smbat d'Arménie
Smbat d'Arménie (en arménien Սմբատ), né en 1276 et mort en 1308, est un roi d'Arménie qui a régné de 1296 à 1298. Il était fils de Léon III, roi d'Arménie, et de Keran de Lampron, et appartenait à la famille des Héthoumides.

## Biographie
En 1295, ses frères aînés Héthoum II et Thoros III lui laissent la régence du royaume d'Arménie pour se rendre à Constantinople, afin de marier leur sœur Rita au prince héritier Michel IX Paléologue. Smbat en profite pour s'emparer du pouvoir, avec l'aide de son frère Constantin. Héthoum et Thoros sont capturés à leur retour et jetés en prison à Partzerpert, puis Smbat fait assassiner Thoros le 23 juillet 1298. Les Mamelouks d'Égypte envahissent et pillent la Cilicie en 1297. Constantin se retourne contre son frère, l'emprisonne et monte sur le trône, mais il est lui-même renversé par Héthoum, qui s'est évadé de sa prison. Héthoum exile alors ses deux frères félons à Byzance. 
Smbat meurt en 1308 dans des circonstances mystérieuses, en tentant de reconquérir la Cilicie. Selon certains, il meurt à bord d'un vaisseau vénitien entre Chypre et la Cilicie, mais selon d'autres, il débarque en Cilicie, est capturé puis tué.

## Mariage et enfants
Il a épousé en 1297 une princesse mongole, parente de l'ilkhan Ghazan, mais n'a pas eu d'enfant de ce mariage.